# Dawanglu
Dawanglu (in cinese: 大望路站S, Dàwànglù zhànP) è una stazione della linea 1 e della linea 14 della metropolitana di Pechino.

## Storia

### Linea 1
Nel 1965, il Comitato Centrale del Partito Comunista Cinese approvò il Rapporto sulla costruzione della metropolitana di Pechino, che definiva chiaramente il piano per realizzare le prime stazioni della metropolitana. Il rapporto includeva anche la stazione di Dawanglu, sebbene all'epoca fosse indicata come Redianchang (热电厂S, RèdiànchǎngP).
Il 15 gennaio 1971 aprì al pubblico la prima fase della metropolitana di Pechino, nella tratta tra la stazione di Gongzhufen e la stazione ferroviaria di Pechino centrale (oggi parte della linea 2). Tuttavia, in questa fase, la stazione di Dawanglu non era ancora stata realizzata.
In seguito, il 20 ottobre 1986, la stazione di Dawanglu fu inclusa nella pianificazione della futura linea Fuba (oggi parte linea 1). Solamente il 26 gennaio 1991, la Commissione nazionale per la pianificazione approvò il rapporto di fattibilità per la costruzione della nuova linea Fuba, confermando anche la stazione di Dawanglu.
Il 28 settembre 1999, la stazione di Dawanglu venne aperta al traffico sulla linea Fuba. In seguito, Il 28 giugno del 2000, la linea Fuba è stata unificata e completamente assorbita dalla linea 1.

### Linea 14
Dopo numerosi rinvii, i lavori di realizzazione della linea 14 iniziarono il 30 ottobre 2010. La stazione di Dawanglu, rientrante nella terza fase di aperture della linea 14, è stata in seguito inaugurata il 26 dicembre 2015.

## Nome
Nelle progettazioni iniziali, la stazioni di Dawanglu era denominata Redianchang (热电厂S, RèdiànchǎngP, lett. "Centrale termoelettrica"), in quanto posizionata vicino alla prima centrale termoelettrica di Pechino. In seguito, poiché sul lato sud-ovest del ponte Dawang sorge il sito originale della tomba di Ajige, principe del khan Nurhaci della dinastia Qing, noto come l'Ottavo Principe, la zona circostante fu chiamata Bawangfen (八王坟S, bāwángfénP, lett. "Tomba del Principe Ottavo"), che diede anche il nome alla stazione. Successivamente, però, molti iniziarono a ritenere che la parola tomba non era appropriata in un nome di una stazione metropolitana per cui, con l'inaugurazione della linea Fuba nel giugno 2000, la stazione venne rinominata Dawanglu dal vicino ponte Dawang.

## Posizione
La stazione di Dawanglu si trova nel distretto di Chaoyang, a Pechino, sul lato nord dell'incrocio tra West Dawang Road e Jianguo Road, sotto il ponte Dawang. La stazione della linea 1 corre in direzione est-ovest lungo la superstrada Jingtong, mentre la linea 14 si sviluppa in direzione nord-sud lungo West Dawang Road.

## Struttura e impianti

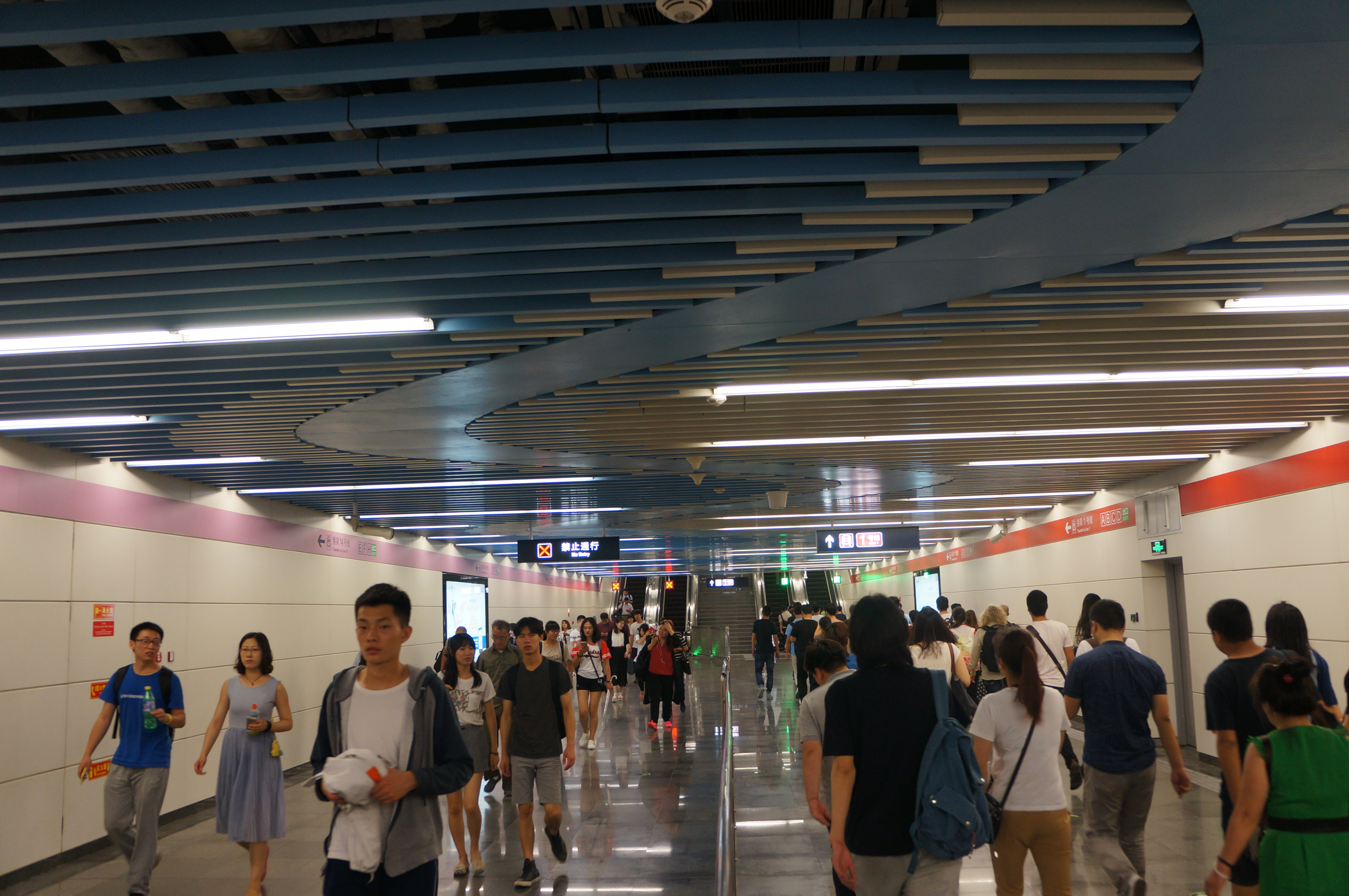
Corridoio di collegamento tra le due stazioni. (2016)

La stazione di Dawanglu è costruita su due livelli sotterranei. Il primo piano interrato ospita l’atrio della stazione, mentre il secondo piano interrato accoglie le banchine delle linee 1 e 14, entrambe progettate come banchine mediane. Il collegamento per il cambio linea si trova al primo piano sotterraneo e avviene tramite un corridoio di scambio, che connette le due linee.
La stazione presenta sette accessi, indicati con le lettere A, B, C, D, E, F e H.

## Servizi
La stazione dispone di:
- Accessibilità per portatori di handicap (ingresso A, D e E)
- Emettitrice automatica biglietti
- Scale mobili
- Ascensori
- Servizi igienici
- Sportello automatico
- Stazione video sorvegliata
- Ufficio polizia

### Orari

#### Linea 1
Il primo treno lascia la stazione di Dawanglu in direzione Universal Resort tutti i giorni alle 5:34, mentre l'ultimo che effettua tutta la tratta parte alle 23:36. Alcuni treni effettuano solo una parte della tratta della linea 1 − Batong, fermando alla stazione di Sihuidong, con l'ultimo treno che effettua servizio alle 00:18.
In direzione opposta, verso Gucheng, il primo treno effettua servizio alle 4:59 mentre l'ultimo alle 23:35.

#### Linea 14
I treni in direzione Shangezhuang partono tutti i giorni da Dawanglu alle 5:51 mentre l'ultimo effettua servizio alle 23:36. In direzione opposta, verso Zhangguozhuang, il primo convoglio parte alle 5:23 e l'ultimo alle 23:08.

## Interscambi
- Fermata autobus